# Outeiro da Cortiçada
Outeiro da Cortiçada is een plaats (freguesia) in de Portugese gemeente Rio Maior en telt 920 inwoners (2001).